# Marcin Nitschke
Marcin Nitschke (ur. 26 maja 1983 w Zielonej Górze) – polski snookerzysta. Trenuje w prowadzonym przez siebie klubie HotShots Snooker&Bilard, gdzie również prowadzi Akademię Snookera. Jego najwyższy break turniejowy to 129 punktów, a treningowy 147. Jako ulubionego zawodnika snookera wymienia Ronnie O’Sullivana.

## Życiorys
Marcin Nitschke mieszka w Zielonej Górze. Snookerem zainteresował się w wieku 10 lat, na samym początku istnienia tej dyscypliny sportu w Polsce. Po roku 1995 zaczął regularnie zdobywać medale podczas Mistrzostw Polski w kategoriach juniorskich i systematycznie notował medalowe miejsca w rankingowych turniejach na terenie całego kraju.
Rozkwit jego kariery to okres przełomu XX i XXI wieku, kiedy zaczął ocierać się o medalowe pozycje w krajowych imprezach mistrzowskich bez ograniczeń wiekowych. Jego talent został zauważony przez opiekunów kadry narodowej, co poskutkowało debiutem zielonogórzanina na arenie międzynarodowej. Początkowo nie osiągał spektakularnych rezultatów.
Pierwszy poważny sukces Nitschke odniósł w 2002 roku, zwyciężając w Otwartych Mistrzostwach Polski. W turnieju rozgrywanym w Kaliszu zwyciężył w finale Krzysztofa Wróbla 4:0, wbijając również najwyższego breaka w turnieju (84 punkty). Tytuł potwierdził przynależność tego zawodnika do krajowej czołówki. Medale tej najważniejszej krajowej imprezy snookerowej zdobywał on jeszcze w kolejnych trzech latach. Podczas Mistrzostw świata do lat 21, rozgrywanych w 2003 roku w Irlandii, wbił breaka w wysokości 129 punktów. Przez 7 lat, aż do Otwartych Mistrzostw Polski 2010, pozostawało to największe tego rodzaju osiągnięcie polskiego zawodnika w oficjalnych rozgrywkach, a w międzynarodowych imprezach mistrzowskich do dziś (stan na: 6 września 2010 r.) żaden z Polaków nie zbliżył się do tego wyniku.

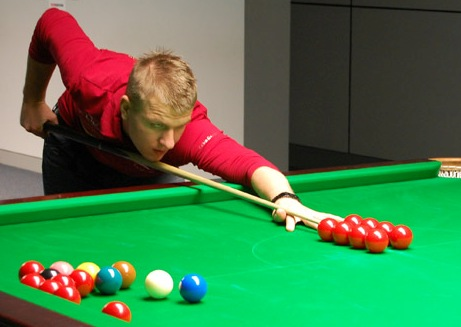
Trening w Światowej Akademii Snookera w Sheffield

Przełom w karierze zielonogórzanina nastąpił w 2006 roku. Po niemal czterech latach dominacji Rafała Jewtucha, który nieprzerwanie prowadził w Polskim Rankingu Snookera, dwie wygrane imprezy na początku sezonu pozwoliły Nitschkemu objąć prowadzenie w tym rankingu. Sukcesy na w Polsce poskutkowały udziałem Nitschke w zgrupowaniu kadry w Akademii Snookera w Sheffield, gdzie odtąd trenuje pod okiem najlepszych szkoleniowców na świecie.
Sezon 2007/8 to jak dotąd najbardziej udany rok w karierze Marcina Nitschke. Na krajowym podwórku poniósł tylko jedną porażkę. W kwietniu 2007 roku po raz drugi został Mistrzem Polski w kategorii otwartej, ponownie w Kaliszu, zwyciężając w finale Jacka Waltera. Pierwszy raz w karierze zakończył sezon na pierwszym miejscu w rankingu zamknięcia sezonu, zapewniając sobie to miejsce na długo przed zakończeniem rozgrywek. W czerwcu 2007 roku wziął udział w turnieju Warsaw snooker Tour, gdzie czterech polskich zawodników zmierzyło się z czterema zawodnikami z pierwszej 16 oficjalnego rankingu światowego. Nitschke uległ wielokrotnemu Mistrzowi świata, Steve'owi Davisowi 2:4, uzyskując w jednym z podejść punktowych 101 oczek.
Po zakończeniu sezonu 2007/8, z bilansem meczów 31-1, kolejnym celem zielonogórzanina stało się zdobycie złotego medalu Mistrzostw Polski 2008. Po trzymiesięcznym okresie przygotowawczym, w tym zgrupowaniu w Sheffield, bez problemu przeszedł przez fazę grupową i pucharową. Finałowy mecz z Rafałem Jewtuchem, toczony do 7 wygranych frejmów, przegrał w trzynastej partii na przedostatniej bili. Tym samym utracił przodownictwo w rankingu. Porażka przełożyła się też na obniżkę formy sportowej. Czerwcowe Mistrzostwa Europy, rozgrywane w Lublinie, zakończył w fazie 1/16 finału.

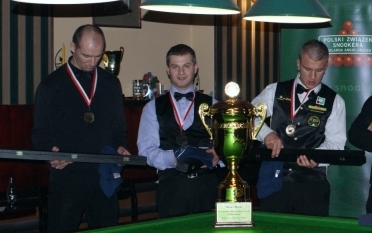
Jason Wright, Krzysztof Wróbel, Marcin Nitschke - Drużynowi Mistrzowie Polski w snookerze 2008

Pomimo słabszych rezultatów w krajowych zawodach, Nitschke został powołany do kadry na Mistrzostwa świata Amatorów w austriackim Wels. Po ośmiu miesiącach od porażki z Jewtuchem zawodnik osiągnął 1/8 finału najważniejszej otwartej amatorskiej imprezy na świecie, czego nie dokonał dotychczas żaden z Polaków (większe sukces notowaliśmy tylko wśród pań). Rok ukoronował tytułem Drużynowego Mistrza Polski zdobywając w Kaliszu medale wraz z Krzysztofem Wróblem i Jasonem Wrightem.
W styczniu 2009 roku tragicznie zmarł starszy brat Marcina – Damian – również zawodnik związany ze snookerem, a także sędzia, organizator zawodów i współprowadzący z Marcinem klub Hot Shots w Zielonej Górze. To wydarzenie miało wpływ na szanse Nitschke w walce o medale w marcowych Mistrzostwach Polski. Pod względem sportowym rok ten był jednak dla zawodnika udany. Wygrał 5 turniejów i obronił tytuł Drużynowego Mistrza Polski (z Wróblem i Adamem Stefanowem - podopiecznym Nitschke i wychowankiem klubu Hot Shots).
W 2010 roku odniósł kolejny sukces poza granicami kraju, tym razem w Drużynowych Mistrzostwach Europy, gdzie wraz z Krzysztofem Wróblem i Jarosławem Kowalskim doszedł do ćwierćfinału. Z grupą kadrowiczów rozpoczął starty w turniejach pod egidą Światowej Profesjonalnej Federacji Snookera i Bilarda, gdzie podejmują próby rywalizacji z profesjonalnymi zawodnikami.
Niezależnie od własnej kariery zawodniczej, Marcin Nitschke notuje sukcesy jako szkoleniowiec. Dzięki doświadczeniu zdobytemu na międzynarodowej arenie i współpracy z trenerami z Akademii w Sheffield, młodzi zawodnicy klubu Hot Shots uzyskują wartościowe wyniki nie tylko w Polsce. Jego wychowankami są m.in.: Adam Stefanów, multimedalista juniorskich Mistrzostw Polski (trzykrotny złoty medalista tych zawodów) i członek kadry narodowej, doświadczony w imprezach zagranicznych, Mateusz Baranowski, jeden z najmłodszych medalistów juniorskich Mistrzostw Polski, oraz Agata Czerwińska, brązowa medalistka Mistrzostw Polski Kobiet.
Po śmierci brata Marcin zajmuje się organizacją dużych imprez sportowych w klubie Hot Shots (turniejami lokalnymi zajmuje się teraz Weronika Nowicka, zawodniczka klubu). W krótkim czasie organizował Mistrzostwa Polski do lat 21 (maj 2009), cztery edycje Memoriału Damiana Nitschke (sierpień 2009, sierpień 2010, lipiec 2011, lipiec 2012, turniej pool-bilardowy) i zaproszeniowy turniej BGŻ & HOT SHOTS MASTERS (styczeń 2010). Wszystkie te imprezy uzyskały bardzo wysokie opinie ze strony uczestników. W ich organizacji pomagali liczni sponsorzy, a honorowy patronat objęły władze Zielonej Góry.
W 2023 roku wygrał w zawodach snookerowych Mistrzostwa Polski 40+. W finale zmierzył się z mistrzem polski na 6 czerwonych z 2013 r. Piotrem Muratem.

## Inne osiągnięcia
Rok 2010
Powołany do Kadry Narodowej na sezon 2010/2011.
- I miejsce PORS  Warszawa 7-9.05.2010,
- II miejsce PORS  Zielona Góra 24-25.04.2010,
- II miejsce BGŻ & HOT SHOTS MASTERS Zielona Góra 23-24.01.2010,
- V miejsce – Drużynowe Mistrzostwa Europy Amatorów (Malta) Qawra 24.03-1.04.2010

Rok 2009
Drużynowy Mistrz Polski w snookera 19-20.12.2009 Lublin

Powołany do Kadry Narodowej na sezon 2009/2010
- II miejsce PORS  Zielona Góra 20-21.12.2009,
- I miejsce PORS  Kalisz 13-15.11.2009,
- I miejsce PORS  Szczecin 23-25.10.2009,
- I miejsce PORS  Warszawa 25-27.09.2009,
- I miejsce PORS  Kalisz 26-28.08.2009,
- II miejsce PORS  Szczecin 23-24.05.2009,
- I miejsce PORS  Lublin 4-5.04.2009,
- XVII miejsce – Indywidualne Mistrzostwa Europy Amatorów (Belgia) Duffel 4-13.06.2009

Rok 2008
Drużynowy Mistrz Polski w snookera 13-14.12.2008 Kalisz

Powołany do Kadry Narodowej na sezon 2008/2009
- II miejsce PORS  Zielona Góra 20-21.12.2008,
- I miejsce PORS  Kalisz 28-30.11.2008,
- I miejsce PORS  Szczecin 12-14.09.2008,
- I miejsce PORS  Wrocław 23-24.08.2008,
- II miejsce PORS  Szczecin 10-11.05.2008,
- II miejsce PORS Warszawa 13-16.03.2008 (wicemistrz Polski)
- IX miejsce – Drużynowe Mistrzostwa Europy (Szkocja) Glasgow 30.03-04.04.2008
- XVII miejsce – Indywidualne Mistrzostwa Europy Amatorów (Polska) Lublin 6-14.06.2008
- IX miejsce – Indywidualne Mistrzostw świata Amatorów IBSF (Austria) Wels 27.10 – 8.11.2008

Rok 2007
Mistrz Polski w snookera 13-15.04.2007 Kalisz

Powołany do Kadry Narodowej na sezon 2007/2008
- I miejsce PORS  Szczecin 28-30.09.2007,
- I miejsce PORS Kalisz 8-9.09.2007[12],
- I miejsce PORS  Warszawa 22-24.06.2007,
- I miejsce PORS Kalisz 19-21.05.2007,
- II miejsce PORS Zielona Góra 28-29.04.2007,
- I miejsce PORS Zielona Góra 10-11.02.2007,
- II miejsce PORS Kalisz 27-28.01.2007,

Rok 2006

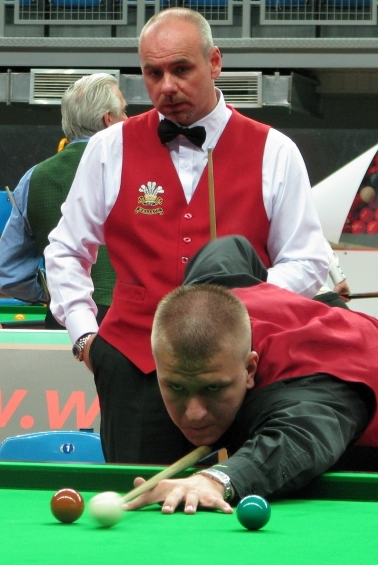
Mistrzostwa Europy w snookerze 2008

Powołany przez PZSiBA do kadry narodowej na sezon 2006-2007.
- I miejsce PORS Kalisz 10-12.03.2006,
- XII miejsce w Drużynowych Mistrzostwach Europy w Irlandii (Carlow) 19-26.03.2006,
- I miejsce PORS Gdańsk 7-9.04.2006,
- II miejsce PORS Warszawa Akademia Snookera 26-28.05.2006,
- V miejsce w Romania Open – Rumunia (Konstanca) 04-06.06.2006,
- XVII miejsce Indywidualne Mistrzostwa Europy w snookerze Rumunia 06-15.06.2006,
- IX miejsce w German Open – Niemcy (Furth) 25-27.08.2006,
- I miejsce PORS Zielona Góra 1-3.09.2006,
- Sheffield (Wielka Brytania) Akademia Snookera Petera Ebdona (szkolenie przygotowujące do MŚ Jordania) 14-21.10.2006,
- II miejsce PORS Warszawa 28-29.10.2006,
- III miejsce Drużynowe Mistrzostwa Polski – Kalisz 9-10.12.2006,

Rok 2005
Powołany przez PZSiBA do kadry narodowej na sezon 2005-2006
- XVII miejsce w Mistrzostwach Europy Seniorów – Ostrów Wielkopolski 31.05-10.06.2005,
- III miejsce Mistrzostwa Polski Seniorów – Ostrów Wielkopolski 26-28.05.2005,
- VII miejsce Drużynowe Mistrzostwa Europy – Malta 6-12.03.2005,

Rok 2004
- Wicemistrz Polski do lat 21
- XVII miejsce na Mistrzostwa świata w Irlandii (Marcin był jedynym Polakiem na Mistrzostwach),
- brązowy medal Mistrzostw Polski Seniorów,

Rok 2003
- Mistrz Polski do lat 21
- Wicemistrz Polski Seniorów,
- VII miejsce na drużynowych Mistrzostwach Europy,
- V miejsce w Mistrzostwach Szwajcarii,

Rok 2002
- Mistrz Polski Seniorów (Kalisz),

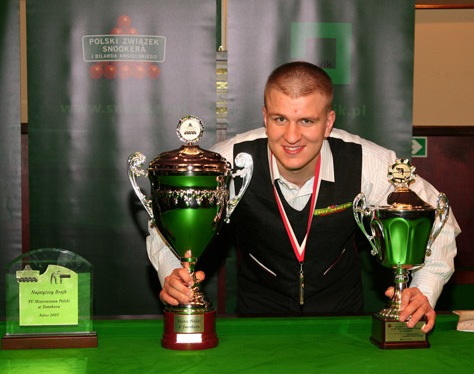
Marcin Nitschke - Mistrz Polski w snookerze 2007

- II miejsce w eliminacjach Mistrzostw świata (Ryga),
- Mistrz Okręgu Lubuskiego,
- XVII miejsce w Mistrzostwach świata (Egipt),
- II miejsce w eliminacjach do Mistrzostw świata,
- IX miejsce na Otwartych Mistrzostwach Szwajcarii,
- drużynowy Wicemistrz Polski (Warszawa),
- VII miejsce na Mistrzostwach Wielkiej Brytanii,

Rok 2001
- III miejsce w Mistrzostwach Polski do lat 21 (Lublin),
- V miejsce w eliminacjach do Mistrzostw świata Zawodowców (Ryga),
- II miejsce w Mistrzostwach Okręgu Mazowieckiego (Warszawa),
- Mistrz Okręgu Lubuskiego,
- II miejsce w Drużynowym Pucharze Polski (Wrocław),
- IX miejsce w Mistrzostwach Niemiec (Bad Wildungen),
- V miejsce w Drużynowych Mistrzostwach Wielkiej Brytanii (Prestatyn),

Rok 1999
- II miejsce w Ogólnopolskim Turnieju o Puchar Prezydenta Kalisza,
- Mistrz Okręgu Lubuskiego,
- brązowy medal w Mistrzostwach Polski do lat 21 (Lublin),
- II miejsce w Ogólnopolskim Turnieju Snookera,
- Mistrz Okręgu Lubuskiego,
- Mistrz Okręgu Lubelskiego,

Rok 1998
- brązowy medalista Drużynowego Pucharu Polski (Lublin),
- Wicemistrz Mistrz Polski Juniorów,

Rok 1997
- Mistrz Polski Juniorów (Zielona Góra),
- Mistrz Okręgu Lubuskiego,
- VIII miejsce w Drużynowych Mistrzostwach Wielkiej Brytanii,

Rok 1996
- srebrny medalista Mistrzostw Polski Juniorów (Zielona Góra),
- brązowy medalista Mistrzostw Polski do lat 21 (Kalisz),
- Mistrz Okręgu Lubuskiego,
- III miejsce w Mistrzostwach Okręgu Mazowieckiego,

Rok 1995
- brązowy medalista Mistrzostw Polski Juniorów (Kalisz),
- Mistrz Okręgu Lubelskiego (Lublin),
- Mistrz Okręgu Lubuskiego,